# 米尔芒德
米尔芒德（法語：Mirmande，法語發音：[miʁmɑ̃d]）是法国德龙省的一个市镇，属于瓦朗斯区。

## 地理
米尔芒德（44°41'54"N, 4°50'8"E）面积26.45 平方千米，位于法国奥弗涅-罗讷-阿尔卑斯大区德龙省，该省份为法国东南部内陆省份，北起顺时针与伊泽尔省、上阿尔卑斯省、上普罗旺斯阿尔卑斯省、沃克吕兹省和阿尔代什省接壤。
与米尔芒德接壤的市镇（或旧市镇、城区）包括：克利尤斯克拉、孔迪亚克、格拉讷、马尔萨讷、罗讷河畔索尔斯、莱图雷特。

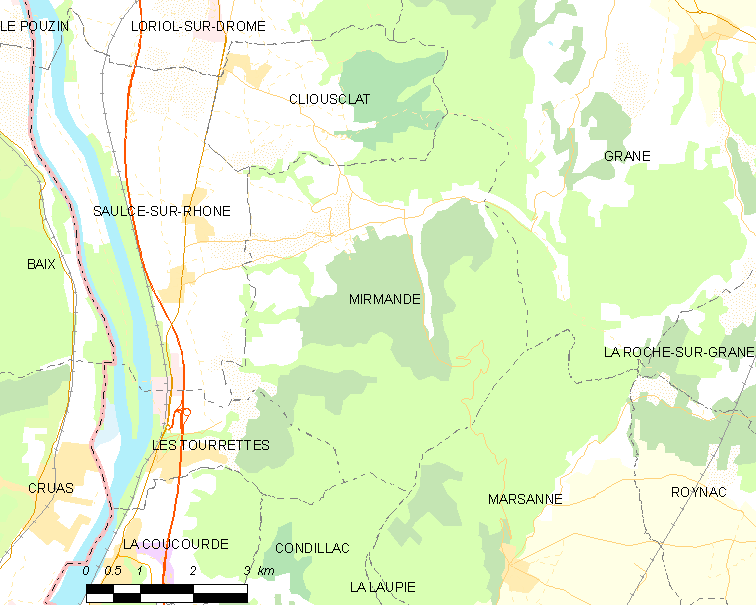
米尔芒德的OSM定位图

米尔芒德的时区为UTC+01:00、UTC+02:00（夏令时）。

## 行政
米尔芒德的邮政编码为26270，INSEE市镇编码为26185。

## 政治
米尔芒德所属的省级选区为德龙河畔洛里奥勒县。

## 人口

1962-2008年间米尔芒德人口变化图示

米尔芒德于2022年1月1日时的人口数量为606人。